# Clarksville (Nuevo Hampshire)
Clarksville es un pueblo ubicado en el condado de Coös en el estado estadounidense de Nuevo Hampshire. En el Censo de 2010 tenía una población de 265 habitantes y una densidad poblacional de 1,64 personas por km².

## Geografía
Clarksville se encuentra ubicado en las coordenadas 45°1′5″N 71°19′29″O / 45.01806, -71.32472. Según la Oficina del Censo de los Estados Unidos, Clarksville tiene una superficie total de 161.24 km², de la cual 155.7 km² corresponden a tierra firme y (3.44%) 5.55 km² es agua.

## Demografía
El primer censo fue en 1830, había 88 residentes. Según el censo de 2010, había 265 personas residiendo en Clarksville. La densidad de población era de 1,64 hab./km². De los 265 habitantes, Clarksville estaba compuesto por el 98.11% blancos, el 0% eran afroamericanos, el 0.38% eran amerindios, el 0% eran asiáticos, el 0% eran isleños del Pacífico, el 0% eran de otras razas y el 1.51% pertenecían a dos o más razas. Del total de la población el 0% eran hispanos o latinos de cualquier raza.